# Rhicnogryllus fascipes
Rhicnogryllus fascipes är en insektsart som beskrevs av Lucien Chopard 1925. Rhicnogryllus fascipes ingår i släktet Rhicnogryllus och familjen syrsor. Inga underarter finns listade i Catalogue of Life.